# 祭天

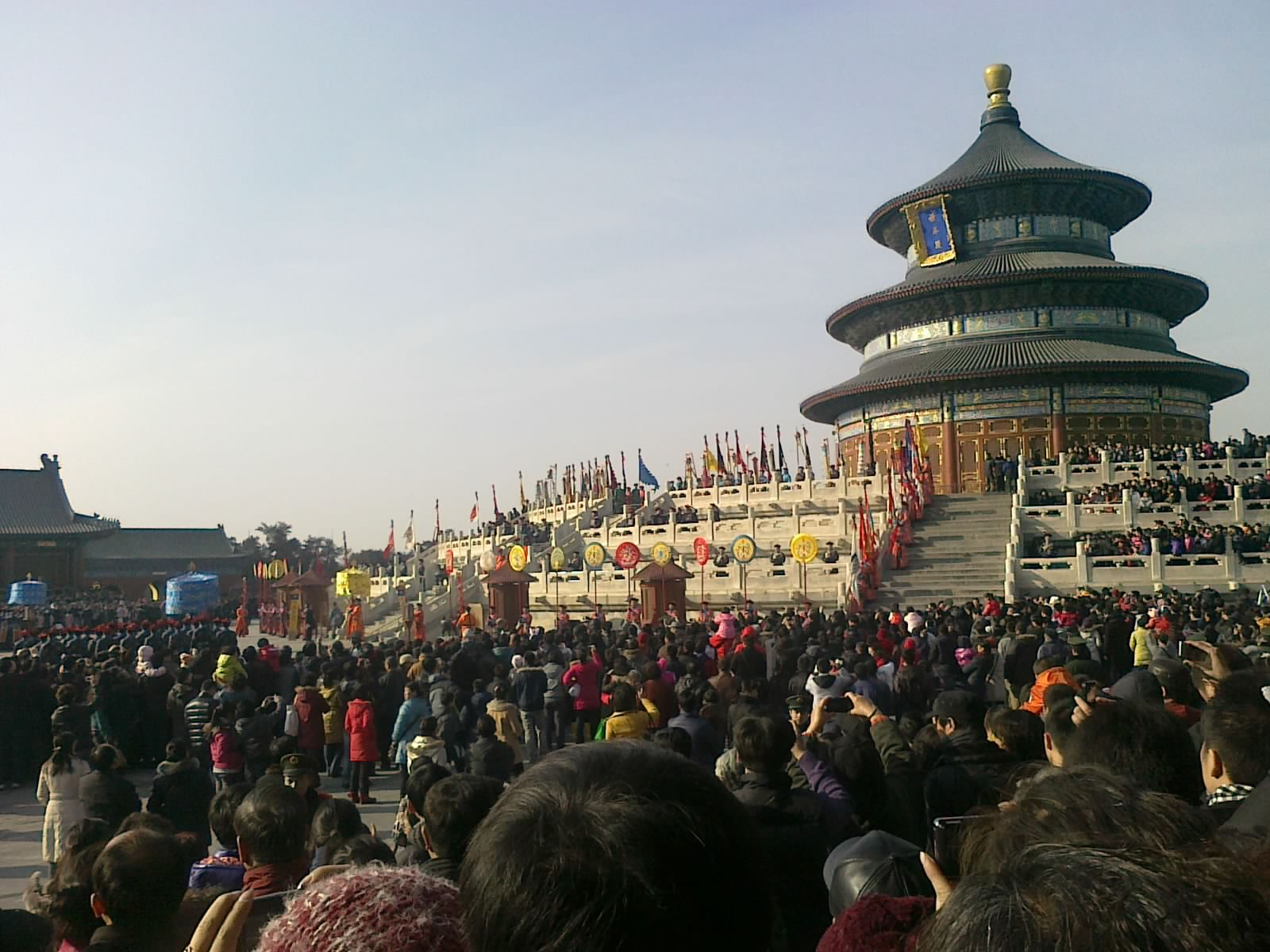
2011年春节在天坛表演的祭天活动。

祭天是古代出于对天的敬畏，为了战争、祈穀、祈雨等与农业相关的祈求，而對天帝之原始崇拜。在古代中國社會，多由君主或者各级諸侯领主下令修建不同规格的的祭坛或神廟，以用于祭天。在中国史上，由于被「天圆地方」的观念影响，祭坛往往为圆形，象征天的形状，又被称为圜丘。一開始，有祭天之權者多半為貴族，平民只能祭拜各鄉土神，通过祭祖而向天表示崇敬，不能享有直接祭天之權，受到道教影響，平民也能祭天，稱為拜天公、拜天。

## 歷史
古文獻記載，周天子冬至祭天于地上之圜丘，夏至祭地于泽中之方丘。在位于国都的郊外祭祀，故称为「郊祀」。
戰國諸侯自號為帝，有其祭天場所。齊國祠天主於天齊，意為「天之肚臍」，象徵天的中心位置；天齊淵水，居临淄齐国故城南郊山下。秦國則確立了畤祭，在雍城郊外設立四畤祭祀白帝等四帝，以標榜自己統治天下的合法性。漢初劉邦入關，在秦四畤基礎上增設北畤，合雍五畤，祭祀五方上帝，確立漢王朝的正統地位，劉邦之後西漢前期的皇帝多親自參加祭祀，規格很高。汉武帝又于云阳县甘泉宫增立泰畤，作为祭泰一之所。
西漢晚期由於儒生和儒學的興起，國家的統治思想發生了變化，對祭祀制度也進行了相應的改革，匡衡、韋玄成是其中代表人物，但是期間有反覆。漢平帝年間王莽頒佈元始儀，最終確立了都城南郊祭天、北郊祭地的格局，廢除了畤祭。從此一直到隋唐、宋元、明清，中國歷代君王或合祀天地於南郊，或於都城南郊祭天，北郊祭地。
比較顯著的郊祀古蹟，除了北京天壇之外，尚有南京天壇，西安雁塔區的隋唐天壇遺址，咸陽甘泉宮遺址。在韓國首爾（圜丘壇）、越南順化京城（南郊壇）等地，當地統治者亦曾設天壇祭天。此外，日本桓武天皇曾在長岡京南郊祭天，位於現今的交野天神社。傳說鄭氏王朝也曾在臺南鷲嶺祭天，其祭祀遺址在臺灣清治時期建為天公壇，現稱臺灣首廟天壇。考古學家近幾年還在甘肅禮縣鸞亭山及陝西鳳翔區雍山發現了祭祀遺址，或有可能為秦、漢時舉行「畤祭」的場所。

## 儒教祭典
天帝又稱為皇天上帝、昊天上帝，為歷代朝廷官方祭天的首要對象。對天帝的理解，有鄭玄、王肅之別。鄭玄持緯書之說，以為天帝有六，最尊貴者為昊天上帝，又稱天皇大帝，即北辰之星，名耀魄寶。另有五行精氣之神，居住於太微宮中，稱為太微五帝（中央黃帝含樞紐，東方青帝靈威仰，南方赤帝赤熛弩，西方白帝白招拒，北方黑帝汁光紀），人間五帝受太微五帝精氣感應而生。
王肅反緯書成說，以為天帝唯一，即昊天上帝，天以蒼昊為體，不入星辰之列。五帝為五行之神，輔佐上帝化育萬物，但非上帝。人間五帝是黃帝苗裔，非感精氣而生。歷代諸儒，或從鄭玄見解，或採王肅之說反對鄭玄。
根據《大唐開元禮》，國有大祀、中祀、小祀。昊天上帝、五方上帝、皇地祇、神州、宗廟，皆為大祀。祭天之禮，為五禮之吉禮，吉禮之儀五十又五，其中與昊天上帝有關的儀式為：
- 冬至祀昊天上帝於圜丘壇
- 正月上辛祈穀祀昊天上帝於圜丘
- 孟夏雩祀昊天上帝於圜丘
- 季秋大享明堂祀昊天上帝
- 皇帝廵狩告於圜丘
- 皇帝封祀於泰山

在《大唐開元禮》中，冬至於圜丘祭天，以唐朝皇室先祖唐高祖李淵配座壇上，又以五方帝、大明（日）、夜明（月）、五星、十二辰、三垣二十八宿諸星辰等作從祀。正月祈穀，以唐高祖配座，五方帝從祀。孟夏祈雨，以唐太宗配座，五方帝、人間五帝、五官從祀。季秋大享（大饗）以唐睿宗配座，五方帝、人間五帝、五官從祀。據《開元禮》，皇帝御駕親征（軍禮）及皇帝成年加元服（嘉禮），會前往圜丘告昊天上帝。
南唐以唐朝後繼者自居，以唐皇室先祖為配座。張居詠《郊祀議》曰：“孔子云：‘郊祀后稷以配天，宗祀文王於明堂以配上帝。’此萬世不易之法也。昔長孫無忌請祀高祖於圜丘以配昊天上帝，祀太宗於明堂以配上帝，義為得之。今國家嗣興唐祚，追尊孝德，而以堯舜為肇祀之祖，宜以神堯配天於圜丘，孝德皇帝配上帝於明堂，禮也。其服物制度，古有常儀，願罷一切偽飾。”
根據《明史》，明初以圜丘、方澤、宗廟、社稷、朝日、夕月、先農為大祀，後三者後來改爲中祀。冬至於圜丘祭天，是以明朝皇室先祖配座，大明、夜明、五星、周天星辰、太歲為從祀，從祀後來又增列風雲雷雨。緯書所用之天皇、太乙、六天、五帝，則爲明朝皇室棄用。

按梁啟超的理解，中國傳統的「尊天」是為了現世人事的福祉，而非謀求來世的幸福：
《論中國學術思想變遷之大勢》：「各國之尊天者，常崇之於萬有之外，而中國則常納之於人事之中，此吾中華所特長也。……凡先哲所經營想像，皆在人群國家之要務。其尊天也，目的不在天國而在世界，受用不在來世而在現世。是故人倫亦稱天倫，人道亦稱天道。記曰：『善言天者必有驗於人。』此所以雖近於宗教，而與他國之宗教自殊科也。」

## 道教祭典
道教所謂的天是「天公」，即玉皇上帝。

### 神位
馬祖地區民家中設有神桌供神明或祖先者，一定會在大門口安天公爐，拜家神或祖先前，先在大門口向外拜天公、置香天公爐，後才入屋拜家神或祖先。木製民宅會在木頭門板上釘或黏貼香爐花以便插香，石造、磚造建築會在大門牆上以水泥製成香爐，造型有蓮花、燕子等，近來多以鐵罐貼上紅紙或香爐花當作香爐。拜天公會在初八晚開始準備，到初九子時開始祭拜，供桌設在家內近大門口處並向外拜，備蠟燭一對、水酒十盞，十或十二道菜，燃香祝禱後置於門口天公爐中，之後焚金、燃炮，感謝天公護佑。

### 祭品
玉皇上帝的信仰，源自古中国祭祀的昊天上帝，古時并无素食之说，且使用酒與太牢（即牛、羊、豕三牲）祭天。
在中國佛教中，各個伽藍、蘭若、叢林，都承認世間神祇的地位，且尊重神祇的功德靈應，但因皈依佛陀教法，認為世界是由眾生的共業感召而得，不認為世間神祇是造物主，但為感恩世間神祇的護法，往往會在正月初九民間拜天公之時舉行「供佛齋天」法會或儀軌，以香花素果供養世間神祇，並誦經祈福。

## 外部連結
- 《通典·郊天·上》 （页面存档备份，存于）
- 《通典·郊天·下》 （页面存档备份，存于）
- 屏東慈鳳宮-奉祀神靈-玉皇上帝 （页面存档备份，存于）
- 中國神話歷史中的玉皇大帝 （页面存档备份，存于）